# 漆原良夫
漆原 良夫（うるしばら よしお、1944年〈昭和19年〉11月18日 - ）は、日本の政治家、弁護士。愛称は「うるさん」。
衆議院議員（7期）、公明党国会対策委員長、公明党中央幹事会会長（初代）、公明党顧問などを歴任した。

## 経歴
新潟県出身。新潟県立三条高等学校卒業後に大学進学のために上京。大学時代は住み込みで新聞配達をしながら勉学に励み、明治大学法学部を卒業した。
1968年、23歳で司法試験に合格（司法修習23期。同期に仙谷由人がいる）。
1971年、東京弁護士会に弁護士登録を行い、弁護士として活動。
1996年10月の第41回衆議院議員総選挙に比例北陸信越ブロックから新進党公認で出馬し、初当選。その後、いずれも比例区からの選出で連続8回の当選を果たす。
1998年1月の新進党分党に伴い結成された新党平和に参加。党労働局次長に就任する。同年11月には公明党再結成に参加。その後は党広報委員長を務めたのち、太田昭宏代表の下で党国会対策委員長を務める。
2007年7月の新潟県中越沖地震に際しては福井県での遊説を中止して現場に急行。その後、党対策本部本部長に就任した。
2010年10月に党組織委員長に就任。2014年9月には8年間務めた国会対策委員長の職を勇退し、新設の公明党中央幹事会会長に就任。
2017年9月26日、山口那津男代表の記者会見の席で「漆原氏から『後進に道を譲りたい』として、引退の申し出があった」と発表され、10月の第48回衆議院議員総選挙に立候補せず政界を引退した。
2017年11月2日、公明党顧問に就任。顧問退任後も自らの公式ウェブサイトで「時事放弾」と題する政治コラムや「自公今昔物語」と題する回顧録を連載している。

## 政策
- 選択的夫婦別姓制度導入に賛同する[5]。その根拠を「日本国憲法は、十三条で個人の尊厳、十四条で法の下の平等を規定しており、さらに二十四条で、家族法は個人の尊厳と両性の本質的平等に立脚して制定されなければならないと重ねて規定しております。現民法はこれらに違反する」と説明している[6]。2002年には、民法の一部を改正する法律案を衆議院法務委員会に提出している[7]。
- 憲法9条の改正に反対[8]。
- 軽減税率の導入に賛成[8]。
- アベノミクスを評価する[8]。
- 首相は靖国神社に参拝すべきでないと考える[8]。
- 村山談話、河野談話を見直すべきでないと考える[8]。
- ヘイトスピーチを法律で規制することに賛成[8]。

## 人物
- 自民党の大島理森が国会対策委員長だった2007年から2009年頃にかけて大島と頻繁に会合を重ね、「悪代官（大島）と越後屋（漆原）」と囁かれるほど親密な関係を築いた[9]。漆原は大島を「裏方に徹しながら、敵の心も思いやって物事を前に進められる逸材」「この悪代官から国対のイロハを教えてもらった」と評し[10]、大島も漆原について「感謝しなければなりません」と述べている[11]。
- 2014年2月8日、公明党国会対策委員長としての在職日数が2689日を迎え、大久保直彦が持っていた党国会対策委員長最長記録を更新した[12]。親密な関係にある大島理森からは、漆原の記録を祝って「友情に感謝 悪代官より」と書かれた色紙が贈られた[13]。
- 喫煙者であったが、2013年から禁煙を続けている。過去を振り返り、「当時は浜四津さん（浜四津敏子）や、松さん（松あきら）ら女性議員がいっぱいいるところで吸っていた。煙が服にかかったり、髪の毛にいったりして気まずかっただろうな。やめて初めてご迷惑をかけていたと思った。謝ってます」と反省の弁を述べた[14]。

## 主な所属議員連盟
- 海事振興連盟（副会長）
- 北朝鮮に拉致された日本人を早期に救出するために行動する議員連盟（副会長）
- 天皇陛下御即位二十年奉祝国会議員連盟（常任幹事）
- 山の日制定議員連盟

## 役職歴
衆議院
- 懲罰委員会理事
- 情報監視審査会委員事
- 法務委員会理事
- 懲罰委員会委員
- 政治倫理審査会委員

公明党
- 顧問
- 中央幹事会会長
- 国会対策委員長
- 北陸信越方面本部長
- 憲法調査会顧問
- 農林水産業活性化調査会顧問
- 行政改革推進本部顧問
- 法務部会顧問
- 広報委員長
- 幹事長代理
- 組織委員長

その他
- 与党中国残留邦人支援に関するプロジェクトチーム座長代理